# ویلیبالد کرس
ویلیبالد کرس (به آلمانی: Willibald Kreß) بازیکن فوتبال و دروازه‌بان اهل آلمان است که از سال ۱۹۲۹ میلادی عضو تیم ملی فوتبال آلمان بوده‌است. وی در ۱۶ بازی ملی حضور داشته است و آخرین بازی ملی خود را در سال ۱۹۳۴ میلادی انجام داد. ویلیبالد کرس در بازی‌های ملی‌اش گلی به ثمر نرساند.